# 中西和久
中西 和久（なかにし かずひさ、1952年11月12日 - ）は、日本の俳優、演出家、朗読者。京楽座を主宰し、おもに一人芝居の公演をおこなっている。

## 経歴
福岡県大牟田市生まれ。
小沢昭一に師事して芸能座で修業し、1977年に小沢が演出した井上ひさし作品『浅草キヨシ伝』の川端康成役で初舞台を踏む。
京楽座としての一人芝居である、ふじたあさや作品『しのだづま考』の演技で第46回（1991年度）文化庁芸術祭賞を受賞し、国際交流基金の主催により韓国各地で公演をおこない、さらに東欧の国際演劇祭へも招待参加した。
1997年から、KBCラジオで、福岡県の提供による人権啓発ラジオ番組「中西和久ひと日記」が始まり、以降、毎年6月から8月に放送される長寿番組となる。
1998年には、新国立劇場の開設に際し、開場記念賛助公演をおこなった。

## 「中西和久ひと日記」をめぐる問題
「中西和久ひと日記」は、1997年から毎年6月から8月にかけてKBCラジオで放送される5分間の番組で、パーソナリティである中西和久が、人権問題に取り組む関係者などへのインタビューにコメントを付ける形で構成されている。2024年にも7月8日から8月30日まで月曜日から金曜日までの平日に放送される。
放送内容はアーカイブ化され、福岡県人権啓発情報センターのウェブサイトで過去2年度分を聴くことができる。
2019年8月19日から23日にかけて、この番組では、福岡県水巻町で、第二次世界大戦中に当地の炭鉱での労働を強いられたオランダ人の元捕虜との交流に取り組む団体の代表者へのインタビューが放送され、中西はコメントとして、記録作家・林えいだいの著書からの引用として、筑豊の炭鉱における「朝鮮人、中国人、戦争捕虜など」の「強制連行」、「強制労働」に言及した。
放送直後、県に対して「徴用工問題が政治問題化している中で県の税金で政府の見解に反するような放送を行うのはどうか」とする手紙1通が届き、県は2020年1月に、アーカイブ化に際して当該引用部分を編集削除するよう中西に要請した。中西はこの要請を拒み、KBCも修正はできないと回答した。
中西は、福岡県の動きについて、「政府見解に従うよう指示したものであり、表現と報道の自由を制約する」として、2020年12月10日に、福岡県弁護士会に人権救済を申し立てた。県弁護士会は、2023年12月14日に、表現の自由の人権侵害にあたるとして福岡県に勧告をおこなった。

## 著書
- ひと日記、海鳥社、2001年
- ひと日記：このひとに会いたい、海鳥社、2016年